# گمینا خنچینه
گمینا خنچینه (به لهستانی:  Gmina Chęciny) یک گمینا در لهستان است که در شهرستان کیلتسه واقع شده‌است. گمینا خنچینه ۱۲۷٫۵۷ کیلومتر مربع مساحت و ۱۴٬۷۱۵ نفر جمعیت دارد.

## خواهرخوانده
شهرهای Rønde، شونک، فگتلند و یافوروف خواهرخوانده‌های گمینا خنچینه هستند.